# Thalassoma pavo
Thalassoma pavo là một loài cá biển thuộc chi Thalassoma trong họ Cá bàng chài. Loài này được mô tả lần đầu tiên vào năm 1758.

## Từ nguyên
Từ định danh pavo trong tiếng Latinh có nghĩa là "chim công", hàm ý đề cập đến màu sắc cơ thể sặc sỡ và nhiều biến thể (là những cá thể giai đoạn chuyển từ cá cái sang cá đực) của loài cá này tựa như loài công.

## Phạm vi phân bố và môi trường sống
T. pavo có phạm vi phân bố rộng rãi ở Đông Bắc Đại Tây Dương. Từ bờ biển Bồ Đào Nha, loài này được ghi nhận dọc theo bờ biển Tây Phi trải về phía nam đến Sénégal, bao gồm tất cả các hòn đảo nằm thuộc Macaronesia ở ngoài khơi; T. pavo được phát hiện trên hầu hết vùng bờ biển Địa Trung Hải (trừ phần bờ biển phía tây bắc và biển Adriatic), nhưng không được ghi nhận tại Biển Đen.
Những ghi nhận trước đây của T. pavo từ Nam Sénégal trải dài đến Gabon có thể thuộc về Thalassoma newtoni, một loài tương đồng về mặt hình thái với T. pavo (đặc biệt là cá cái). Tuy nhiên, chưa có ghi nhận chính thức của T. newtoni tại bờ biển các quốc gia phía nam Tây Phi, nhưng loài này đã được xác định là có mặt tại Sao Tome và Principe.
T. pavo sống gần các mỏm đá và trên các thảm cỏ biển ven bờ ở độ sâu đến 60 m.

## Mô tả
T. pavo có chiều dài cơ thể tối đa được ghi nhận là 25 cm. Như những loài Thalassoma khác, T. quinquevittatum là một loài lưỡng tính tiền nữ (protogynous hermaphrodite), nghĩa là tất cả cá con đều phải trải qua giai đoạn trung gian là cá cái trước khi biến đổi hoàn toàn thành cá đực.
Cá con và cá cái đang phát triển có màu nâu tanin ở thân trên, trắng ở thân dưới và bụng. Cá cái trưởng thành có một đốm lớn màu đen ngay giữa lưng; hai bên thân có thể xuất hiện những vạch đứng màu xanh lam; cơ thể chuyển sang tông màu lục vàng hoặc đỏ da cam. Cá đực trưởng thành hoàn toàn có thân màu xanh lục lam sẫm với hai dải sọc đỏ và xanh lam ở sau đầu (phân biệt với T. newtoni đực). Đầu có các vệt đốm lớn màu đỏ với các đường sọc màu xanh lam; gáy có một khoảng màu vàng tươi. Đuôi cá đực có viền màu đỏ cam ở hai thùy, với dải đen ở gần gốc vây lưng và vây hậu môn.
Số gai ở vây lưng: 8; Số tia vây ở vây lưng: 13; Số gai ở vây hậu môn: 3; Số tia vây ở vây hậu môn: 11.

## Sinh thái và hành vi
Thức ăn của T. pavo chủ yếu là các loài động vật thân mềm và động vật giáp xác nhỏ. Cá con có hành vi "làm vệ sinh" cho những loài cá khác bằng cách ăn ký sinh và mô chết bám trên chúng.
T. pavo bơi theo từng nhóm nhỏ hoặc hợp thành đàn lớn. Sinh sản theo nhóm lớn đã được quan sát ở T. pavo, nhưng một con cá đực trưởng thành cũng có thể lập một vùng lãnh thổ riêng biệt và giao phối với bầy cá cái trong hậu cung của nó.
T. pavo là loài cá cảnh được đánh bắt nhằm mục đích thương mại.

### Trích dẫn
- D. Costagliola và đồng nghiệp (2004). "Evolution of coral reef fish Thalassoma spp. (Labridae). 2. Evolution of the eastern Atlantic species" (PDF). Marine Biology. Quyển 144. tr. 377–383.